# دلی قوشچی
دلی قوشچی (به لاتین: Dəli Quşçu) یک منطقه مسکونی در جمهوری آذربایجان است که در شهرستان زرداب واقع شده است. دلی قوشچی ۱۲۴۵ نفر جمعیت دارد.